# Église de la Nativité-de la-Vierge de Cheissoux
L'église de Cheissoux est une église catholique située à Cheissoux, en France.

## Localisation
L'édifice est situé dans le département français de la Haute-Vienne, sur la commune de Cheissoux.

## Historique
L'église date des XIIIe siècle - XVe siècle.
La croix monumentale située sur le parvis de l'église est classée au titre des monuments historiques le 5 décembre 1984.